# Nomada basalis
Nomada basalis ist eine Biene aus der Familie der Apidae.

## Merkmale
Die Bienen haben eine Körperlänge von 10 bis 12 Millimetern (Weibchen) bzw. 9 bis 11 Millimetern (Männchen). Der Kopf und der Thorax der Weibchen sind schwarz, Ersterer hat eine rote, Letzterer eine gelbe Zeichnung. Das erste Tergit ist rot, das zweite ist rot, schwarz und gelb und das dritte bis sechste Tergit sind schwarz und gelb gefärbt. Das Labrum ist rot und hat eine aufgebogene Vorderkante. Ihm fehlt das Zähnchen. Das dritte Fühlerglied ist länger als das vierte. Das Schildchen (Scutellum) hat zwei gelbe Flecken. Die Schienen (Tibien) der Hinterbeine sind am Ende abgerundet und dicht behaart. Ihm fehlen Dornen. Die Männchen sehen den Weibchen ähnlich, haben aber eine gelbe Zeichnung im Gesicht. Die Fühlerglieder haben Knötchen. Die Sternite sind lang, abstehend behaart. Die Schenkel (Femora) der ersten beiden Beinpaare sind unten lang, die der hinteren Beine sind kurz behaart. Die Schienen der hinteren Beine sind leicht zugespitzt und dicht behaart.

## Vorkommen und Lebensweise
Die Art ist in Süd-, dem östlichen Mittel- und Osteuropa, östlich bis nach Zentralasien verbreitet. Die Tiere fliegen im Mittelmeerraum von April bis Juni. Es ist unbekannt, welche Art von Nomada basalis parasitiert wird.

## Belege
Felix Amiet, M. Herrmann, A. Müller, R. Neumeyer: Fauna Helvetica 20: Apidae 5. Centre Suisse de Cartographie de la Faune, 2007, ISBN 978-2-88414-032-4.